# Pussos
Pussos era una freguesia portuguesa del municipio de Alvaiázere, distrito de Leiría.

## Historia
Fue villa y sede de un municipio propio entre 1501 y 1836. Entonces se llamaba Vila Nova de Pussos. El municipio tenía una freguesia y, en 1801, 1204 habitantes. 
Fue suprimida el 28 de enero de 2013, en aplicación de una resolución de la Asamblea de la República portuguesa promulgada el 16 de enero de 2013 al unirse con la freguesia de Rego da Murta, formando la nueva freguesia de Pussos São Pedro.

## Patrimonio histórico
- Pelourinho de Alvaiázere.